# Пратап Сінґх (магараджа Джайпуру)
Пратап Сінґх (гінді महाराणा प्रताप; 2 грудня 1764 —1 серпня 1803) — магараджа Джайпуру у 1778—1803 роках. Період його правління іноді називають «золотим століттям Джайпурського живопису».

## Життєпис
Походив з династії Качваха. Молодший син Мадх'я Сінґха I і доньки Джасвант Сінґха Чундаваті, равала Деогарху. Народився 1764 року. 1778 року після смерті старшого брата Прітхві Сінґха II спадкував владу. Декілька років керував під орудою батька, але за цим перебрав владу на себе.
Намагався маневрувати між Скіндіями, Холкарами і пешвами. 1787 року підтримав Віджай Сінґха, магараджу Марвару, у повстанні проти Махаджі Скіндії, магараджи Гваліору, але в битві біля Лалсоту союзники зазнали поразки. Після цього почали напади на землі князівства Індор, але були відбиті магнаранею Ахіл'я Баї. 1790 року знову спільно з Віджай Сінґхом, магараджею Марвару, виступив проти Махаджі Скіндії, але зазнав тяжкої поразки 20 червня в битві біля Патану, внаслідок чого Аджмерська суба перейшла під владу Скіндії, внаслідок чого Пратап Сінґх вимушен був підкоритися магараджи Гваліору.
В подальшому зберігав мирні відносини з усіма сусідами, але намагався підкорити дрібні князівства Раджастану. 1791 року захопив у полон нового раджу Алвару Бахтавар сінґха, якого змусив поступитися 5 родючими парганами (округами) та визнати зверхність Джайпуру. Помер 1803 року. Йому спадкував син Джаґат Сінґх.

## Культурна діяльність
Продовжив покровительство мистецтвам і ремеслам. За його часів джайпурська школа живопис досягла найвищого розквіту. Активно залучав до придворної майстерні (суратхане) художників з могольської імператорської майстерні з Делі. Саме ці художники принесли визнання джайпурійській школі живопису. Його найбільше цікавили ілюстрації до релігійних текстів.
Велися значні архітектурні роботи. Так, було споруджено Хава-Махал (палац вітрів) і кілька кімнат Міського палацу, які він збудував.
За його часів було створено велику кількість наукових праць. Сам він був хорошим поетом і писав вірші місцевими мовами брадж-бхаша та дхундарі під псевдонімом Бріжніді.
Також був талановитим музикою і композитором, складав переважно гімни, присвячені Вішну. Він мав звичку, вбравшись Крішною, виконувати божественний танець створення світу — «Расамандала», в хороводі якого брали участь його наложниці, що виконували роль гопі — пастушок, закоханих в свого пана.